# Удельная мощность
Удельная мощность — отношение вырабатываемой или потребляемой устройством мощности к другому конструктивному показателю (обычно массе или объёму).

## Удельная мощность автомобилей
Применительно к автомобилям удельной мощностью называют максимальную мощность мотора, отнесённую ко всей массе автомобиля. Мощность поршневого двигателя, делённая на литраж двигателя, называется литровой мощностью. Например, литровая мощность бензиновых моторов составляет 30…45 кВт/л, а у дизелей без турбонаддува — 10…15 кВт/л.
Увеличение удельной мощности мотора приводит, в конечном счёте, к сокращению расхода топлива, так как не нужно транспортировать тяжёлый мотор. Этого добиваются за счёт лёгких сплавов, совершенствования конструкции и форсирования (увеличения быстроходности и степени сжатия, применения турбонаддува и так далее). Но эта зависимость соблюдается не всегда. В частности, более тяжёлые дизельные двигатели могут быть более экономичны, так как КПД современного дизеля с турбонаддувом доходит до 50 %.
В литературе, используя этот термин, часто приводят обратную величину, удельную массу, в кг/л. с. или кг/кВт.

## Удельная мощность боевой машины
Мощность, надёжность и другие параметры двигателей боевых машин постоянно росли и улучшались. На ранних моделях танков довольствовались фактически автомобильными моторами, то с ростом массы танков в 1920-х—1940-х годах получили распространение адаптированные авиационные моторы, а позже и специально сконструированные танковые дизельные (многотопливные) двигатели. Для обеспечения приемлемых ходовых качеств танка его удельная мощность (отношение мощности двигателя к боевой массе танка) должна быть не менее 18—20 л. с./т.
| Страна-производитель | Модель танка | Боевая масса, тонн | Мощность двигателя, л. с. | Удельная мощность, л. с./т | Тип двигателя |
| -------------------- | ------------ | ------------------ | ------------------------- | -------------------------- | ------------- |
| Франция              | Леклерк      | 54,6               | 1500                      | 27,4                       | дизельный     |
| Союз ССР             | Т-80У-М1     | 46,0               | 1250                      | 27,2                       | газотурбинный |
| Украина              | Т-84         | 46,0               | 1200                      | 26,08                      | дизельный     |
| США                  | М1А2 Aбрамс  | 62,5               | 1500                      | 24,0                       | газотурбинный |
| Германия             | Леопард-2А5  | 62,5               | 1500                      | 24,0                       | дизельный     |
| Россия               | Т-90С        | 46,5               | 1000                      | 21,5                       | дизельный     |
| Израиль              | Меркава Mk.3 | 60,0               | 1200                      | 20,0                       | дизельный     |
| Великобритания       | Челленджер-2 | 62,5               | 1200                      | 19,2                       | дизельный     |